# Mikuláš Athanasov
Mikuláš Athanasov   (Košice, 28 de novembre de 1930 - Košice, 26 de desembre de 2005) va ser un lluitador eslovac, especialista en lluita grecoromana, que va competir sota bandera txecoslovaca durant la dècada de 1950.
El 1952 va prendre part en els Jocs Olímpics d'Estiu de Hèlsinki, on guanyà la medalla de bronze en la competició del pes lleuger del programa de lluita grecoromana.